# 高田卓爾
高田 卓爾（たかだ たくじ、1920年9月16日 - ）は、日本の法学者。専門は刑事法。学位は、法学博士（東京大学・論文博士・1962年）。大阪大学名誉教授、大阪市立大学名誉教授。鳥取県出身。

## 略歴
- 1943年：東京帝国大学法学部法律学科卒業
- 1943年：東京帝国大学法学部助手
- 1946年：東京大学復職（法学部助手）
- 1950年：大阪市立大学法文学部助教授
- 1956年：大阪市立大学法学部教授
- 1970年：大阪大学法学部教授
- 1984年：南山大学法学部教授
- 1988年4月：摂南大学法学部法律学科教授・法学部学部長（初代、1994年3月まで）[1]。

## 著書

### 単著
- 『公訴事実の同一性に関する研究』<大阪市立大学法学叢書5>（有斐閣、1953年）
- 『刑事訴訟法（改訂版）』<現代法律学全集>（青林書院、1978年）
- 『刑事訴訟法（2訂版）』<現代法律学全集>（青林書院、1984年）
- 『OD版　刑事補償法』<法律学全集44-3>（有斐閣、2004年）

### 編著
- 『刑事訴訟法の基礎』<基礎法律学大系>（小野慶二との編著、青林書院、1975年）
- 『刑事訴訟法（新版）』<別冊法学セミナー>（日本評論社、1979年）
- 『刑事訴訟法（第3版）』<別冊法学セミナー>（日本評論社、1993年）
- 『新・判例コンメンタール　刑事訴訟法（1）/総則1　1条-98条』（鈴木茂嗣との共編、三省堂、1995年）
- 『新・判例コンメンタール　刑事訴訟法（2）/総則2　99条-188条』（鈴木茂嗣との共編、三省堂、1995年）
- 『新・判例コンメンタール　刑事訴訟法（3）/第一審1　189条-316』（鈴木茂嗣との共編、三省堂、1995年）
- 『新・判例コンメンタール　刑事訴訟法（4）/第一審2　317条-350』（鈴木茂嗣との共編、三省堂、1995年）
- 『新・判例コンメンタール　刑事訴訟法（5）/上訴、再審、非常上告、略式手続、裁判の執行』（鈴木茂嗣との共編、三省堂、1995年）

### 共著
- 『矯正保護法、少年法、刑事補償法』（平野龍一、平場安治との共著、有斐閣、1963年）

### その他
- 高田卓爾博士古稀祝賀論文集刊行委員会編『刑事訴訟の現代的動向-高田卓爾博士古稀祝賀-』（三省堂、1991年）